# قندس الجبل
قندس الجبل (الاسم العلمي:Aplodontia) (بالإنجليزية: Mountain Beaver)‏ هو جنس من الحيوانات يتبع فصيلة القنادس الجبلية من رتبة القوارض.
هو أحد قوارض أمريكا اللاتينية وله علاقة بالسناجب و القنادس ولكنه من عائلة مستقلة. يعتبر من القوارض الكبيرة نوعا ما (جسم من 30 اٍلى 46 سم طولا، لكن بذيل قصير جدا من 1 اٍلى 2 سم، ويتراوح وزنه من 0.9 اٍلى 1.8 كغ.)

## أنواع
له نوع وحيد هو :
- قندس الجبل الأحمر (الاسم العلمي:Aplodontia rufa)